# 1425 هـ
1425 هي سنة في التقويم الهجري التي امتدت مقابلةً في التقويم الميلادي بين سنتي 2004 و2005.

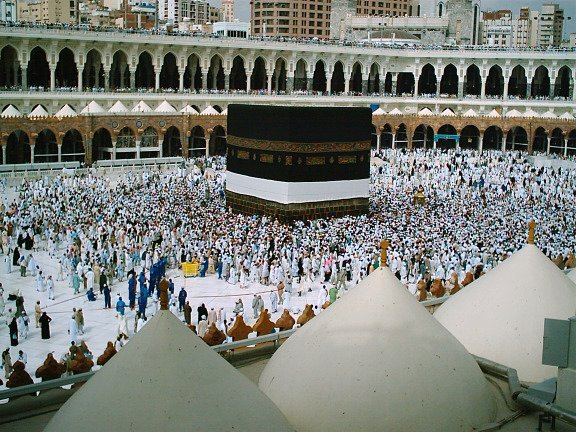
الطواف في حج 1425 هـ.

## أحداث
- تولى خادم الحرمين الشريفين الملك عبد الله بن عبد العزيز آل سعود مقاليد الحكم في المملكة العربية السعودية

## وفيات

### محرم
- 1 محرم - وليد الأعظمي - شاعر وخطاط ومؤرخ عراقي.
- 30 محرم - سناء قديح وزوجها باسم قديح وكلاهما مقاتلين في (كتائب القسام) حركة المقاومة الإسلامية (حماس).

### صفر
- 1 صفر - الشيخ أحمد ياسين، مؤسس حركة حماس.

### رمضان
- 19 رمضان - الشيخ زايد بن سلطان آل نهيان رئيس دولة الإمارات العربية المتحدة.

### ذو القعدة
- 16 ذو القعدة - عبده بدوي، شاعر مصري.
- أبو إبراهيم مصطفى
- أحمد كفتارو
- الراشدي إبراهيم
- حسين الجبعاء
- ساعد بن مرعي الحارثي
- عباس السيسي
- عبد القادر الأرناؤوط
- محمد الهاجري
- محمد علوي المالكي
- عبد السلام بن برجس آل عبد الكريم
- محمد رمل
- خير الدين وانلي
- خزنة بورسلي
- صالح النصر الله

### ذو الحجة
- 6 ذو الحجة - الشيخ عمر القاضي، قاضٍ بحريني.